# Discerceis granulosa
Discerceis granulosa là một loài chân đều trong họ Sphaeromatidae. Loài này được Richardson miêu tả khoa học năm 1899.